# Стрілецька Рада Корпусу Січових Стрільців
Стрілецька Рада Корпусу Січових Стрільців — дорадчий старшинський орган при Командирові Січових Стрільців, що репрезентував потреби куреня та координував його внутрішній устрій.

## Історія
Створена в 1917 році з ініціативи Романа Дашкевича старшинами Галицько-Буковинського куреня для обговорення питання політичного становища країни та життєдіяльності куреня.
19 січня 1918 року на вічі Галицько-Буковинського куреня Січових Стрільців, на якому було маже 600 січових стрільців, у приміщенні духовної семінарії в Києві, було скасовано військові ради та солдатські комітети у курені Січових Стрільців, а їхні функції передано Січовій Раді. Було вирішено, що до складу Січової Ради входитимуть: Командир Січових Стрільців, командири Стрілецьких сотень та старшини, яких оберуть січові стрільці. Січова Рада була підзвітною Раді старшин, яка періодично скликалася. Кількість членів Січової Ради, у різні часи, була від 7 членів до 17.
До Стрілецької Ради Корпусу Січових Стрільців увійшли: Євген Коновалець, Федь Черник, Андрій Мельник, Роман Сушко, Кость Воєвідка, Іван Чмола та Василь Кучабський. Перша Стрілецька Рада виробила план реорганізації Галицько-Буковинського куреня Січових Стрільців, було змінено назву на «1-й Курінь Січових стрільців». Також Стрілецька Рада прийняла політичне рішення: воювати не за класові інтереси, а за національні.
Після державного перевороту 29 квітня 1918 року, коли до влади прийшов Павло Скоропадський, Стрілецька рада відхилила пропозицію підтримати нову владу, вважаючи новий режим нелегітимним та антидемократичним. 30 квітня 1918 року Січові стрільці були оточені німецькими військами та склали зброю. Гетьманська влада оголосила про розформування Січових стрільців, але Стрілецька Рада закликала стрільців не поверталися до Галичини, а залишалися на Наддніпрянщині, оскільки «ще прийде час, коли стрільці будуть Україні потрібні».
Проте вже через кілька місяців Скоропадський, який в умовах війни з більшовиками, гостро потребував вояків з високим рівнем дисципліни та військового досвіду, у серпні 1918 року надав Євгенові Коновальцю дозвіл на формування Окремого загону січових стрільців з місцем дислокації у Білій Церкві. Тоді до Стрілецької Ради входили: Євген Коновалець, Федь Черник, Андрій Мельник, Роман Сушко, Кость Воєвідка, Іван Чмола, Михайло Матчак, Роман Дашкевич, Марко Безручко, Василь Кучабський та Осип Назарук.
7 листопада 1918 року до Білої Церкви приїхав делегат Української Національної Ради Осип Назарук, який розповів про військово-політичну ситуацію в Галичині, зокрема у Львові. Він звернувся до Січової Ради з проханням допомогти у боротьбі з поляками, емоційно сказавши: «Батьки й матері вас проклянуть, якщо не підете на Львів». Проте Стрілецька рада не підтримала переведення Окремого загону Січових Стрільців у Львів. З усіх членів Січової Ради лише Роман Сушко підтримав звернення Осипа Назарука.
14 листопада 1918 року Стрілецька Рада більшістю голосів вирішила відкрито виступити проти режиму Скоропадського. Це стало відповіддю Січових Стрільців на рішення Скоропадського про входження Української держави до складу Росії на автономних засадах, ним була видана «Грамота Гетьмана всієї України до всіх українських громадян та козаків України» про федеративний союз з Росією. 16 листопада Окремий загін Січових Стрільців розпочав антигетьманське повстання, яке завершилось 14 грудня 1918 року входженням частин Осадного корпусу Січових Стрільців в Київ та встановленням влади Директорії. 

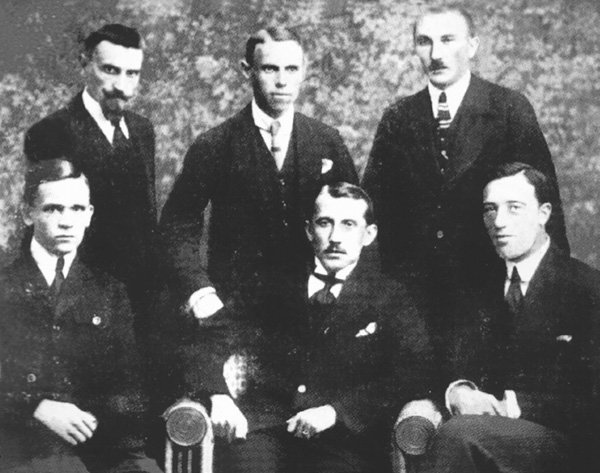
Члени Стрілецької ради у Празі в липні 1920 року. Зліва направо сидять: сотник Іван Андрух, полковник Євген Коновалець, сотник Василь Кучабський; стоять: полковник Іван Чмола, сотник Михайло Матчак, сотник Ярослав Чиж.

У часи Директорії до складу Стрілецької Ради входили ще: Іван Андрух, Андрій Домарадський, Іван Роґульський, Ярослав Чиж, Осип Навроцький, Людвік Розенберґ-Чорний, Юрій Отмарштейн, Гриць Гладкий, Іван Даньків, Петро Пасіка, Михайло Курах та Іван Рихло.
2 грудня 1919 року в Новій Чорториї Стрілецька рада вирішила демобілізувати Корпус СС через поширення хвороб, напір білогвардійців та перехід УГА на бік Денікіна. Усім стрільцям була надана можливість приєднатися до Зимового походу Армії УНР чи діяти за своїм бажанням. Стрілецька Рада ж не припинила свого існування, а  була фактично реорганізована й перетворена з дорадчого органу при командирові Січових Стрільців на таємну військово-революційну організацію, яка повинна була продовжувати національно-визвольну боротьбу. Через несподіваний напад більшість січових стрільців, разом з Коновальцем, потрапила у польський полон. Євген Коновалець та більшість членів Стрілецької ради у грудні 1919 – березні 1920 років перебували  у Луцькому таборі для інтернованих вояків Армії УНР.
На початку січня 1920 року Стрілецька Рада вирішила створити закордонний осередок Січових стрільців, який би виконував роль організаційного центру. З цією метою було вирішено домагатись у Головного отамана Симона Петлюри, аби членів Стрілецької Ради було звільнено з табору та надано їм право виїжджати за кордон. 27 лютого 1920 року Стрілецька Рада ухвалила рішення, про направлення у Чехословаччину старшин: Івана Андруха та Романа Дашкевича. У Чехословаччині, в місті Яблонне-в-Под'єштеді, тоді знаходилась бригада інтернованих вояків УГА під командуванням Антіна Вариводи, загальною кількістю понад 5 тисяч вояків. За задумом Стрілецької Ради ця бригада інтернованих вояків УГА мала поповнитись українськими військовополоненими з інших країн, та потрібно було створити на її базі боєздатне військове з'єднання. Потім перевести ці війська через Румунію на терен Південної України та підняти там повстання проти більшовицьків, до якого мали приєднатися частини ЧУГА. 
Проте цьому плану не судилося збутися. Наприкінці квітня 1920 року 2-га і 3-тя бригади ЧУГА підняли антибільшовицьке повстання, опинилися в оточенні польського війська та потрапили у полон. Це перекреслило намір Стрілецької Ради використати ЧУГА у своєму плані. До того ж 21 квітня 1920 року уряд УНР, за угодою Пілсудського — Петлюри, визнав за Польщею Галичину та Західну Волинь. Після цього Стрілецька Рада дистанціювалася від Петлюри. Проте Стрілецька рада вирішила дозволити усім охочим серед січових стрільців долучатися до 6-ї Січової дивізії Армії УНР, що почала формувалася з інтернованих українських військових у грудні 1920 року в Бресті.  
У травні 1920 року Стрілецька Рада направила у Прагу Івана Андруха та ще 15 старшин, які повинні були почати формувати військові частини з українських військовополонених у Чехословаччині. 14 червня 1920 року Іван Андрух надіслав Євгену Коновальцю листа, у якому зазначив, що справа з формування військових частин є марною. Військовополонені галичани готові воювати з поляками, за усі завдані їм кривди, але аж ніяк не з більшовиками. Значна ж частина військовополонених наддніпрянців  взагалі має пробільшовицькі настрої. Проте більшість українських військовополонених (як галичан так і наддніпрянців), прагнули одного — якомога швидше повернутися додому, і не хотіли чути про ніяку війну. 
До того ж з'ясувалося, що полковник Антін Варивода, командир бригади інтернованих вояків УГА в Чехословаччині, визнає над собою керівництво лише диктатора ЗУНР Євгена Петрушевича, з яким у Стрілецької Ради на цей час були прохолодні відносини. Тому план Стрілецької Ради по створенню військового з'єднання на еміграції зазнав краху.
У липні 1920 року Стрілецька Рада зібралась у Празі на засідання. На засіданні Стрілецька Рада вирішила розірвати відносини з урядом УНР. Причиною стало те, що Армія УНР разом з Військом Польським обороняла Галичину для поляків від більшовиків, які у середині липня 1920 року розгорнули наступ на Польщу. Ситуація, коли українська армія фактично обороняла окуповану поляками Галичину від більшовиків, для членів Січової Ради, більшість з яких була галичанами, була не припустима.
У липні 1920 року в Празі відбулося останнє засідання Стрілецької Ради, яке стало початком створення Української військової організації